# In questo angolo di mondo (film)
In questo angolo di mondo (この世界の片隅に?, Kono sekai no katasumi ni) è un film del 2016 co-sceneggiato e diretto da Sunao Katabuchi. Prodotto dalla MAPPA, il film è l'adattamento anime del manga In questo angolo di mondo di Fumiyo Kōno. La stessa Kōno ha scritto anche una trasposizione letteraria del film con la collaborazione di Yohei Maita, pubblicata in Giappone da Futabasha e in Italia da Kappalab. Il film è stato proiettato in anteprima al Tokyo International Film Festival il 28 ottobre 2016 e distribuito nei cinema giapponesi dalla Tokyo Theatres K.K. il 12 novembre.

## Trama
L'opera narra la storia di una famiglia che cerca di riprendere in mano la propria vita nella città di  Kure, sulla costa della prefettura di Hiroshima, durante la seconda guerra mondiale. La protagonista è la solare e onesta Suzu Urano, che sposa un ufficiale della marina militare di stanza al distretto militare di Kure. Spinta dalle migliori intenzioni, Suzu si anima all'idea di iniziare una nuova vita con Hojo e la sua famiglia e, dopo aver lasciato la città natale, la giovane inizia ad adattarsi alla sua nuova vita a Kure, cercando di far combaciare il suo animo sognatore e poetico alle difficoltà della guerra.

## Distribuzione

### Data di uscita
Le date di uscita internazionali sono state:
- 12 novembre 2016 in Giappone
- 23 febbraio 2017 in Thailandia
- 10 marzo in Messico (En este rincón del mundo)
- 30 marzo a Hong Kong
- 1º aprile in Svezia (In This Corner of the World)
- 14 giugno in Indonesia
- 28 giugno nel Regno Unito, in Irlanda e nelle Filippine
- 30 giugno in Spagna (En este rincón del mundo)
- 6 luglio a Singapore
- 13 luglio in Malaysia
- 17 luglio in Germania (In This Corner of the World)
- 28 luglio a Taiwan
- 7 agosto in Danimarca
- 11 agosto negli Stati Uniti d'America (In This Corner of the World)
- 18 agosto in Vietnam e Canada
- 25 agosto in Perù
- 1º settembre in Argentina, Colombia e Paraguay
- 6 settembre in Francia (Dans un recoin de ce monde)
- 19 settembre in Italia
- 24 settembre in Brasile e Cile
- 30 settembre in Honduras, El Salvador, Costa Rica e Panama
- settembre in Venezuela, Uruguay, Ecuador e Bolivia
- 1º ottobre in Norvegia

## Colonna sonora
Il tema principale della colonna sonora giapponese (Kanashikute Yarikirenai / I Can't Bear How Sad It Is) scritto da Kazuhiko Kato e Hachiro Sato è cantato dall'artista Kotringo. Nell'edizione Home Video italiana il brano stesso, inserito nei contenuti speciali, è interpretato da Stefano Bersola e Julia Hime.

## In questo angolo (e in altri angoli) di mondo
Una versione estesa del film, intitolata In questo angolo (e in altri angoli) di mondo, è stata presentata in anteprima il 20 dicembre 2019